# The Pack (Buffy the Vampire Slayer)
The Pack (La jauría en España & Latinoamérica) es el sexto episodio de la primera temporada de la serie de televisión Buffy The Vampire Slayer. El episodio fue escrito por los guionistas Matt Kiene y Joe Reinkemeyer, y dirigido por Bruce Seth Green.

## Argumento
En el instituto realizan una excursión al zoológico de Sunnydale. Allí, un grupo chicos molesta a Buffy (Sarah Michelle Gellar). Willow (Alyson Hannigan) le explica que son el típico grupo odioso. Estos se llevan a Lance (Jeff Maynard), un chico poco popular, a la casa de las hienas, que está cerrada. Buffy, Willow y Xander (Nicholas Brendon) lo ven y este les sigue para asegurarse de que nada malo le suceda a Lance.
Buffy y Willow se disponen a acompañarle cuando un cuidador del zoológico las detiene, contándole que las hienas acaban de llegar y están en cuarentena. En la casa de las hienas, el grupo asusta a Lance amenazándolo con tirarlo a la jaula. Xander corre a ayudar a Lance, alejándolo del grupo. En ese momento, los ojos una de las hienas brillan amarillos, al igual que los de los chicos del grupo. Lance trata de huir asustado y tropieza. El grupo ríe como hienas; Xander se da la vuelta y sus ojos también brillan amarillos.
Tras lo ocurrido en el zoológico, las chicas advierten que Xander se comporta de forma extraña e incluso rompe su amistad con Willow diciéndole cosas muy crueles. Buffy, viendo lo ocurrido, se enfrenta a él, que se ríe y se marcha con su nuevo grupo de amigos. Buffy piensa que hay algo raro en el nuevo comportamiento de Xander y va a contárselo a Giles (Anthony Head), quien no le da mucha importancia. Sin embargo, empieza a creerlo cuando se entera de que han devorado a Herbert, la mascota del instituto.
Buffy recuerda que todo empezó en la visita al zoológico. Investigan y descubren que Xander y el grupo están poseídos por el espíritu de una hiena. Buffy empieza investigando en la sala donde se encontraba Herbert, la mascota, y allí es atacada por Xander. Buffy logra encerrarlo en la jaula de la biblioteca. El resto del grupo es convocado por el director Flutie (Ken Lerner), que les culpa por la muerte de Herbert. La manada devora al director. Al saber lo ocurrido, Buffy y Giles van a hablar con el cuidador del zoológico, mientras Willow se queda vigilando a Xander.
El vigilante del zoológico les cuenta que hay una forma de devolver el espíritu de las hienas de nuevo a los animales, pero que tienen que traerlos a la casa de las hienas. Buffy dice que tienen a uno y el vigilante les explica que cuando un miembro del grupo es capturado el resto de la manada va en su busca.
Buffy y Giles advierten que Willow está en peligro y corren a la biblioteca. Allí, el resto de la manada va en busca de Xander, pero Willow logra escapar. Buffy se enfrenta a la manada, intentando que le sigan al zoológico. Sin embargo, Giles descubre que en realidad el vigilante quería traspasar el espíritu de las hienas a sí mismo. El vigilante golpea a Giles y lo esconde. Al escuchar que la manada se acerca, Willow avisa al vigilante para que se prepare, pero este le amenaza un cuchillo en el cuello.
Ya en la casa de las hienas, la manada rodea a Buffy. El vigilante recita un salmo tribal y el espíritu de la hiena pasa de los estudiantes a él. Xander, al ver a Willow en peligro, golpea al vigilante. Buffy pelea con él, arrojándolo a la jaula de las hienas, quienes lo devoran.
Al día siguiente, Xander les cuenta a Buffy y a Willow que no recuerda nada del tiempo que estuvo poseído. Buffy y Willow están felices de haber recuperado al Xander de siempre. Las chicas se marchan y aparece Giles, quien le dice a Xander que leyó nada sobre la pérdida de memoria tras una transferencia de espíritu. 

## Actores

### Personajes principales
- Sarah Michelle Gellar como Buffy Summers.
- Nicholas Brendon como Xander Harris.
- Alyson Hannigan como Willow Rosenberg.
- Charisma Carpenter como Cordelia Chase (en los créditos, pero no aparece).
- Anthony Stewart Head como Rupert Giles.

### Apariciones especiales
- Ken Lerner como Director Flutie.
- Eion Bailey como Kyle DuFours.
- Michael Mcraine como Rhonda Kelley.
- Brian Gross como Tor Hauer.
- Jennifer Sky como Heidi.
- Jeff Maynard como Lance.
- James Stephens como Dr. Weirick

## Detalles de producción

### Escenarios
- Todas las escenas en el zoo fueron filmadas en el Zoológico de Santa Ana.[1]

### Música
- Dashboard Prophets - «All You Want»
- Sprung Monkey - «Reluctant Man»
- Far - «Job's Eyes»